# Forsterit
Forsterit (Mg2SiO4) là một khoáng vật cuối dãy olivin giàu magnesi. Forsterit kết tinh ở hệ trực thoi (nhóm không gian Pbnm) với chiều dài ô mạng a 4.75 Å (0.475 nm), b 10.20 Å (1.020 nm) and c 5.98 Å (0.598 nm).
Forsterit liên kết với đá magma và đá biến chất và có thể được tìm thấy ở các thiên thạch. Vào năm 2005 nó đã được tìm thấy ở bụi sao băng.
Hai dạng đồng hình của forsterit đã được biết đến: wadsleyit (cũng ở hệ thoi) và ringwoodit (hệ lập phương). Cả hai đều được biết đến từ thiên thạch.
Peridot là đá quý của olivin forsterit.
Forsterite phản ứng với thạch anh để tạo ra khoáng vật orthopyroxen enstatit theo phản ứng sau: 
Mg2SiO4 + SiO2 → 2 MgSiO3.

## Thành phần

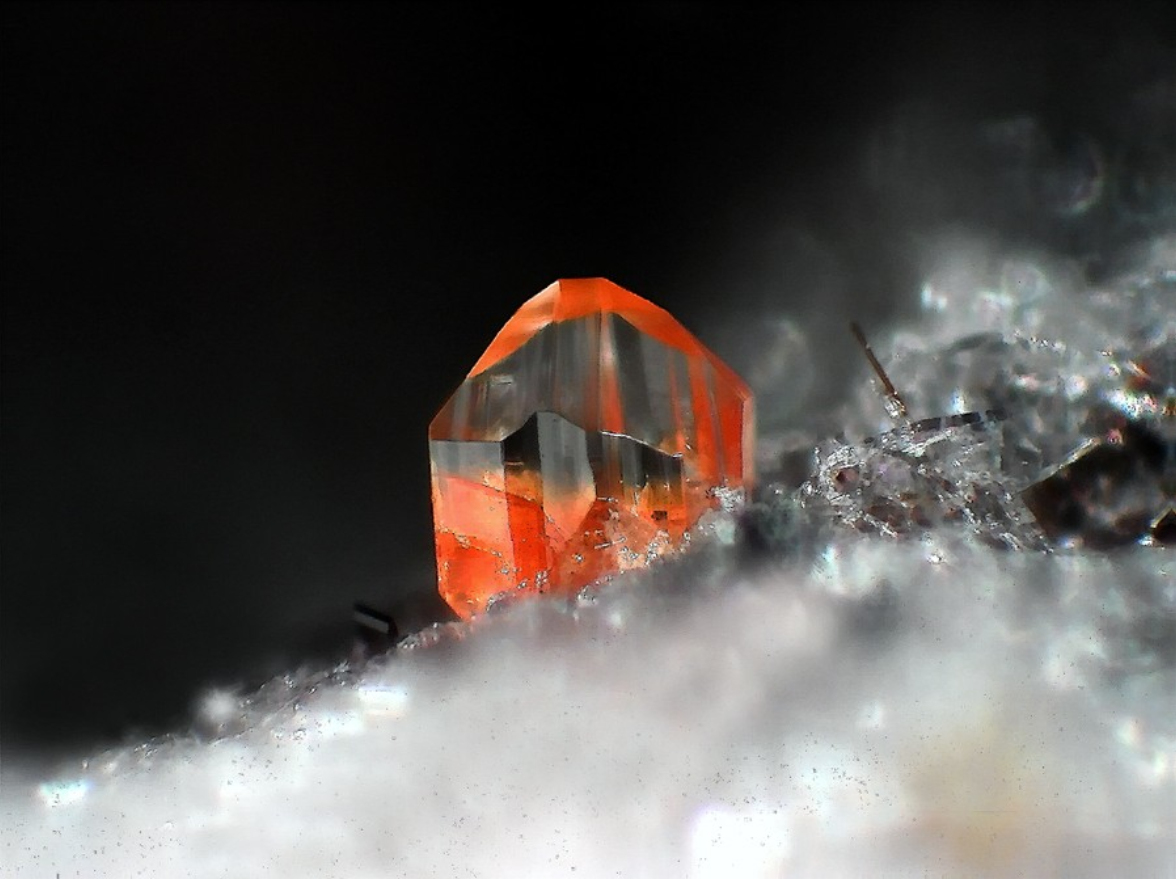
Forsterit màu cam với một lượng nhỏ tephroit

Forsterit tinh khiết được tạo thành bởi magnesi, oxy và silic. Công thức hóa học là Mg2SiO4. Forsterit, fayalit (Fe2SiO4) và tephoroit (Mn2SiO4) là các khoáng vật cuối dãy của olivin; các nguyên tố khác như là Mn, Ni và Ca có thể thay thế cho Fe và Mg trong olivin, nhưng chỉ một lượng nhỏ trong các khoáng vật tự nhiên. Các khoáng vật như monticellit (CaMgSiO4), một khoáng vật giàu calci không phổ biến, có cùng cấu trúc olivin, nhưng dạng pha lẫn giữa olivin và các khoáng vật khác là có giới hạn. Monticellit được tìm thấy ở đá dolomit biến chất tiếp xúc.

## Phân bố địa chất
Olivin giàu Forsterit là khoáng vật phổ biến nhất ở tầng Manti ở độ sâu khoảng 400 km; pyroxene cũng là một khoáng vật quan trong ở phần trên của Manti. Mặc dù forsterit tinh khiết không ở trong đá magma, dunit thường chứa olivin với lượng forsterit tối thiểu như khoáng vật giàu magnesi Fo92 (92 % forsterite – 8% fayalite); peridotit thông thường chứa olivin với lượng giàu magnesi là Fo88. Olivin giàu Forsterit thường là sản phẩm kết tinh của magma bắt nguồn từ lớp manti. Olivin ở đá mafic và siêu mafic thường giàu khoáng vật cuối dãy forsterit.
Forsterit thường xuất hiện ở đá hoa dolomit mà chúng là kết quả của quá trình biến chất của đá vôi giàu magnesi và đá dolomit.
Forsterit gần tinh khiết xuất hiện ở một vài đá biến chất serpentinit. Olivin giàu Fayalit kém phổ biến hơn. Fayalit gần tinh khiến chiếm một lượng nhỏ ở một vài đá granit, và chiếm lượng lớn ở một vài thành hệ sắt tướng biến chất.

## Cấu trúc và thành hệ
Forsterit chủ yếu được tạo thành từ anion SiO44- và cation Mg2+ với tỉ lệ phân tử là 1:2. Silic là nguyên tử trung tâm của anion SiO44-. Mỗi nguyên tử oxy được liên kết với silic bởi một liên kết cộng hóa trị đơn. Bốn nguyên tử oxy có cùng điện tích âm bởi vì liên kết cộng hóa trị với silic. Vì thế, nguyên tử oxy cần phải cách xa lẫn nhau để có thể giảm lực đẩy giữa chúng. Dạng hình học tốt nhất để giảm lực đẩy là dạng tứ diện. Các cation ở hai bát diện khác nhau là M1 và M2 tạo thành liên kết ion với các anion silicat. M1 và M2 khác biệt chút ít: M2 lớn hơn và có quy luật hơn M1 như trong hình 1. Sự sắp xếp trong cấu trúc forsterit đặc. Nhóm không gian của cấu trúc này là Pbnm và nhóm điểm là 2/m 2/m 2/m tạo nên cấu trúc tinh thể hình thoi.

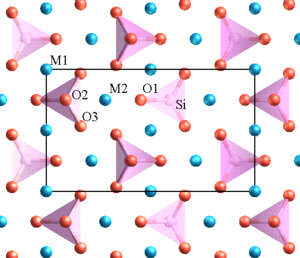
Hình 1: Cấu trúc cỡ nguyên tử của forsterit nhìn theo trục a. Oxy màu đỏ, silic màu hồng, và Mg màu xanh. Hình chiếu của ô mạng được biểu diễn bởi hình chữ nhật đen.

Cấu trúc này của forsterit có thể hình thành một hỗn hợp rắn bằng cách thay thế magnesi với sắt. Sắt có thể hình thành hai cation khác nhau, đó là Fe2+ và Fe3+. Ion sắt (II) có cùng điện tích với ion magnesi và bán kính rất giống với magnesi. Vì lẽ đó, Fe2+ có thể thay thế ion magnesi trong cấu trúc olivin.
Một trong những yếu tố quan trọng làm tăng lượng forsterit trong hỗn hợp rắn olivin là tỉ lệ ion sắt (II) với ion sắt (III) trong magma. Khi ion sắt (II) bị oxy hóa và trở thành ion sắt (III), ion sắt (III) không thể hình thành olivin bởi vì điện tích 3+. Sự xuất hiện của forsterit bởi vì sự oxy hóa sắt đã được quan sát ở nứi lửa Stromboli ở Ý. Khi núi lửa nứt vỡ, hơi và khí thoát ra khởi lò magma. Nhiệt độ kết tinh của magma tăng khi khí thoát ra. Bởi vì ion sắt (II) bị oxy hóa bên trong magma, rất ít sắt (II) có sẵn để hình thành olivin giàu sắt. Vì thế, olivin kết tinh giàu Mg, và đá magma giàu forsterit được hình thành.

## Khám phá và tên gọi
Forsterit được mô tả lần đầu vào năm 1824 ở núi Somma, Vesuvius, Ý. Nó được đặt tên bởi Armand Lévy vào năm 1824 theo tên nhà tự nhiên học và sưu tập khoáng vật người Anh Jacob Forster.

## Tham chiếu
1. 1 2 3  Klein, Cornelis and Cornelius Hurlbut Jr., (1985). Manual of Mineralogy, 20th ed., Wiley, pp. 373-375. ISBN 0-471-80580-7.
2. ↑  http://rruff.geo.arizona.edu/doclib/hom/forsterite.pdf Handbook of Mineralogy
3. ↑  http://www.mindat.org/min-1584.html Mindat.org: Forsterite mineral information and data
4. ↑  http://webmineral.com/data/Forsterite.shtml Webmineral: Forsterite Mineral Data
5. ↑  Lauretta Ds., Keller L.P., & Messenger S. (2005). Supernova olivine from cometary dust. Science 309, 737-741.
6. ↑  Kushiro I. (yyyy) The system forsterite – diopside – silica with and without water at high pressure. American Journal of Science 267, 269-294.
7. ↑  Deer W.A., Howie R.A., and Zussman J. (1992). An introduction to the rock-forming minerals (2nd ed.). Harlow: Longman ISBN 0-582-30094-0.
8. ↑  Tormmsdof V. (1966). Progressive metamorphose kieseliger karbonatgesteine in den Zentralalpen zwischen Bernina und Simplon. Schweizerische Mineralogische und Petrographische Mitteilungen = Bulletin Suisse de Mineralogie et Petrographie 46, 431-460.
9. ↑  Iishi K. (1978). Lattice dynamics of forsterite. American Mineralogist 63, 1198-1208.
10. ↑  Keppla O.J, & Wood B.J., Thermochemistry of forsterite – fayalite olivine solutions. Geochimica et Cosmochimica Acta 45, 529-534.
11. ↑  Wilson M., Condliffe E., Cortes J.A, & Francalanci L. (2006). The occurrence of forsterite and highly oxidizing conditions in basaltic lavas from Stromboli volcano, Italy. Journal of Petrology 47, 1345-1373.
12. ↑  Frondel C. (1972). Jacob Forster (1739 – 1806) and his connections with forsterite and palladium. Mineralogy Magazine 38, 545-550. Available in PDF form at: http://www.minersoc.org/pages/Archive-MM/Volume_38/38-297-545.pdf Lưu trữ ngày 27 tháng 3 năm 2009 tại Wayback Machine
13. ↑  "The Mineralogical Record". Bản gốc lưu trữ ngày 3 tháng 3 năm 2016.